# Gare de Ruminghem
La gare de Ruminghem est une gare ferroviaire française de la ligne de Lille aux Fontinettes, située sur le territoire de la commune de Ruminghem dans le département du Pas-de-Calais, en région Hauts-de-France. 
C'est une halte voyageurs de la Société nationale des chemins de fer français (SNCF), desservie par des trains TER Hauts-de-France.

## Situation ferroviaire
Établie à 4 mètres d'altitude, la gare de Ruminghem est située au point kilométrique (PK) 80,911 de la ligne de Lille aux Fontinettes entre les gares de Watten - Éperlecques et d'Audruicq.

## Service des voyageurs

### Accueil
Halte SNCF, c'est un point d'arrêt non géré (PANG) à accès libre.

### Desserte
Ruminghem est desservie par des trains TER Hauts-de-France qui effectuent des missions entre les gares de Lille-Flandres, ou d'Hazebrouck, et de Calais-Ville.

### Intermodalité
Aucun parc de stationnement pour les véhicules n'y a été aménagé.